# 春夜喜雨
《春夜喜雨》是唐代诗人杜甫的诗作，作于唐肃宗上元二年（761）春。

## 作品原文
好雨知时节，当春乃发生。
随风潜入夜，润物细无声。
野径云俱黑，江船火独明。
晓看红湿处，花重锦官城。